# Трохановський Мефодій Андрійович
Мефодій Андрійович Трохановський (5 травня 1885, Більцарева, Королівство Галичини і Лодомерії — 15 лютого 1948, Вроцлав) — лемківський учитель і громадський діяч.

## Біографія
Після отримання педагогічної освіти в учительській семінарії в місті Коросно викладав в початковій школі в лемківському селі Угрин.
У 1913 році одружився з Констанцією Дуркот, дочкою відомого лемківського священика і громадського діяча Іоанна Дуркота, і став брати участь в лемківсько-русинських освітніх і соціальних проектах. Дружина (пом. 1963) пізніше займала посаду голови вроцлавського відділення Російського культурного товариства в Польщі .
Був заарештований 4 серпня 1914 року в Криниці (біля Нового Сонча), знаходився у в'язницях в мм. Новий Сонч і Вадовиці, 12 вересня відправлений з транспортом через Вадовиці-Вольфсберг у табір Талергоф.
Потім 30 травня 1915 відправлений у віденську гарнізонну в'язницю. На другому віденському процесі про державну зраду (доктора Богатирця і ін.) був засуджений до смерті, але кара була скасована, і він був звільнений з Талергофа в 1917 році, коли цей табір був закритий.
Закликав своїх побратимів-лемків створювати кооперативи і кредитні спілки. Водночас займав москвофільську позицію і був противником українізації Лемківщини. Він є автором першого підручника і граматики лемківської мови.
Був одним з організаторів заходу, в результаті якого був споруджений Талергофський Хрест.
У 1941 році після окупації Польщі нацистською Німеччиною за свою діяльність був заарештований та інтернований з групою лемків у Кельцях . Після зайняття Польщі Червоною армією був звільнений з в'язниці, разом з родиною в 1947 році переїхав до Вроцлава, де і помер 15 лютого 1948 року .

## Твори
- Трохановський, Мефодій (1935). Буквар. Перша книжечка для народных школ (лемківська) . Львов.
- Трохановський, Мефодій (1936). Друга книжечка для народных школ (лемківська) .